# 112 Украина
«112 Украина» (укр. «112 Україна») — бывший частный пророссийский телеканал Украины, вещавший с 2013 года в прямом эфире. Канал транслировался через спутники AMOS-2/3/7 и Astra 4A. Работал в прямом эфире 17 часов в сутки. 26 сентября 2019 года Нацсовет Украины лишил канал лицензии на вещание в эфирной цифровой сети «Зеонбуд», где канал транслировался на частотах ряда региональных каналов (во всех регионах, кроме Одесской области). 2 февраля 2021 года телеканалам NewsOne, ZIK и «112 Украина» эфирное вещание запрещено после указа президента Украины Владимира Зеленского о введении в действие решения СНБО о применении санкций.

## История
В 2011 году проводился цифровой конкурс между региональными телекомпаниями, на котором победу одержали телерадиокомпании «Новый формат ТВ», «Партнёр ТВ», «Ариадна ТВ», «ТВ Выбор» и «Лидер ТВ». Эти телеканалы были выкуплены вскоре Андреем Подщипковым, и 5 ноября 2012 года Национальный совет по вопросам телевидения переоформил их лицензии на вещание под именем нового телеканала «112 Украина».
Тестовое вещание телеканала началось в августе 2013 года после того, как месяцем ранее он получил 8-летнюю лицензию на спутниковое вещание через компанию ООО «ТРК „112-ТВ“»). Вещание со спутника Amos в формате HD началось 6 ноября 2013 года, а 26 ноября в 16:00 состоялась презентация и официальный запуск телеканала. Благодаря объединению пяти вышеозначенных телеканалов вещание стало общенациональным. Цифровое вещание осуществляется в форматах DVB-T2 и DVB-S2, также доступно кабельное вещание и вещание в Интернете.
8 июля 2014 года представители телеканала «112-Украина» подписали договор о сотрудничестве и готовности к проведению «due diligence» вместе с испаноязычным американским каналом «BuenaVisionTV». По словам бывшего креативного директора Виктора Зубрицкого, покинувшего телеканал из-за продажи блокирующего пакета вышеуказанному инвестору, иностранный телеканал собирается финансировать создание новой новостной программы — «112 USA», «112 EU» и «112 Украина». Согласно условиям сделки, часть акций перейдёт к директору «BuenaVisionTV» Карлосу Барбе, однако речь о продаже канала не идёт.
В 2015 году телеканал вышел на первое место среди информационных каналов Украины, оставив позади 5-й канал и «24».
В 2015 году Подщипков, на которого было возбуждено несколько уголовных дел по нарушению налогового законодательства, покинул Украину. По словам Зубрицкого, осенью 2016 года тот оформлял политическое убежище в Бельгии.
В сентябре 2016 года народный депутат Александр Онищенко, в настоящее время находящийся в Лондоне из-за возбуждённого уголовного дела, заявил об участии в 2015 году в переговорах по покупке канала «112 Украина» по поручению президента Петра Порошенко. В подтверждение своих слов он предоставил скриншоты телефонных переговоров и сканы. Представители БПП опровергали заявление депутата. Владелец «112 Украина» Андрей Подщипков называл Онищенко самостоятельным покупателем, ведшим переговоры от собственного имени. В свою очередь Зубрицкий подтвердил факт переговоров и статус в них Порошенко. Называвшийся в СМИ идеолог создания медиахолдинга (куда входили бы 5 канал, «112 Украина» и NewsOne) Дмитрий Носиков посчитал происходящее пиар-кампанией по отмыванию господина Онищенко
10 ноября 2016 года Егор Бенкендорф вступил в должность генерального директора телеканала «112 Украина».
В ходе президентских и парламентских выборов 2019 года телеканал поддерживал Юрия Бойко, уделяя много времени также Петру Порошенко.

## Санкции против 112 Украина, ZIK и NewsOne
2 февраля 2021 года президент Украины Владимир Зеленский ввёл санкции в отношении физических и юридических лиц, имеющие отношение к телеканалам 112 Украина, ZIK и NewsOne, тем самым прекратив вещание телеканалов через спутниковые и кабельные телесети. NewsOne, ZIK и 112 Украина сделали прямую трансляцию в студии 112 Украина для обсуждение об закрытии всех 3 каналов. Программы телеканалов теперь доступны для просмотра только на YouTube. Министр культуры Украины Александр Ткаченко заявил, что направил в администрацию YouTube предписание о блокировке онлайн-трансляции канала.
Национальный совет Украины по вопросам телевидения и радиовещания назвал каналы «паразитами журналистики», которые вещают в украинском медиа пространстве, работая при этом в интересах другого государства. Попавшие под санкции телеканалы подавали себя как оппозиционные, попавшие под репрессии. Подсанкционные СМИ обрушились на украинские регуляторы медиа с обвинениями в недемократичности, и на остальную не попавшую под санкции прессу — за отсутствие профессиональной солидарности.
В мае 2021 года президент РФ Путин сказал, что Россия «своевременно, должным образом» отреагирует на ограничения пророссийской прессы в Украине. Путин использовал ограничения в своем нарративе о том, что Украина становится «анти-Россией», угрожающей России, что он позже, в 2022 году, использовал для оправдания полномасштабного российского вторжения в Украину. Исследователи украинской прессы указывают, что вызванное ограничениями пророссийской прессы уменьшение возможностей России влиять на украинские политику и общество могло способствовать решению Путина о полномасштабном вторжении в Украину. По мнению исследователей, чем более Украина защищала свою национальную идентичность и демократию, тем более её физическая безопасность — её физические границы и жизни её народов — оказывались под угрозой со стороны России. Россия намеревалась сохранять свое влияние в Украине, и не желала терпеть «дерусифицированную» Украину. Украина, по мнению исследователей, могла избежать российского нападения, если бы продолжила находиться под российским политическим и культурным влиянием (в том числе через прессу), как это было во время президенства Януковича.
Исследователи отмечают, что Россия является угрозой для самого существования Украины, стремясь силой вернуть её под свое влияние, а российские и пророссийские СМИ поддерживают это с помощью подрыва поддержки населением демократии, «искажением восприятия правды», препятствия рациональным обсуждениям, и «ослаблением морального духа, необходимого для сопротивления и защиты демократического государства в случае военного нападения». Исследователи заключают, что «существуют демократические основания для ограничений СМИ наряду с соображениями безопасности. Хотя ни одно из них не полностью защищено от критики, сомнительно, стала бы Украина более демократичной в долгосрочной перспективе, если бы ограничения СМИ не были введены».
В Офисе Президента Украины санкции против телеканалов объяснили необходимостью противодействия «иностранной пропаганде». В оппозиционной партии «Оппозиционная платформа – За жизнь» обвинили Зеленского в узурпации власти на Украине и сообщили о подготовке процедуры его импичмента.
24 апреля 2021 года аккаунты телеканалов 112 Украина, ZIK и NewsOne были заблокированы в YouTube на территории Украины. Министр культуры Украины Александр Ткаченко поблагодарил YouTube за принятие данного решения: «Это важный шаг к признанию мирового общества борьбы с информационным влиянием со стороны государства-агрессора. Благодарен специалистам платформы YouTube, что обратили внимание на наше обращение и решение СНБО Украины относительно телеканалов, которые несли угрозу национальной безопасности Украины, поскольку они не являются СМИ или обычным вещанием, а частью пропагандистской войны России против Украины».

## Структура собственности
По словам Виктора Зубрицкого, 100 % акций телеканала «112» принадлежала его генеральному директору Андрею Подщипкову. Но ряд СМИ сообщали о том, что по состоянию на апрель 2014 года ему принадлежало только 0, 01 % акций телеканала, а оставшиеся акции находилось у Ольги Зубрицкой (жены Виктора Зубрицкого), которая, по словам её мужа, владела лишь компанией, на которую выдана спутниковая лицензия и благодаря которой шло вещание в спутниковом диапазоне телеканала. Также одна из версий называла реальным собственником телеканала бывшего министра внутренних дел Украины Виталия Захарченко.
Каждая из купленных пяти телерадиокомпаний присутствовала в определённом регионе Украины, позволяя вещать каналу «112» в цифровых сетях страны за исключением Одесской области, а также Луганска и Донецка. При этом они имели цифровые лицензии на вещание в региональном мультиплексе (МХ-5), как региональные вещатели, но по факту формировали один общенациональный телеканал.
Благодаря цифровым лицензиям, канал «112» автоматически попадала в Универсальную программную услугу (УПП) — список каналов, обязательных для трансляции во всех кабельных сетях Украины. После перехода с аналогового вещания на цифровое, которое запланировано на июнь 2015 года, «112» могла полноценно называться общенациональным телеканалом.
Летом 2016 года пять телерадиокомпаний поменяли структуру собственности, начав принадлежать друг другу, а также руководство и состав редакционных советов. Сам Андрей Подщипков покинул руководящие позиции. При этом на момент раскрытия данных в апреле, телеканал через ряд офшоров был записан на жителя Сейшельских островов Ивора Омсона, конечным бенефициарным собственником был указан Андрей Подщипков. Омсон продолжает числиться директором (членом правления/администратором) девяти разных компаний, ряд из которых связан с предпринимателем Дмитрием Фирташем.
В декабре 2018 года владельцем всех пяти телерадиокомпаний стал нардеп от «Оппозиционного блока» и давний политический и бизнес-партнёр Виктора Медведчука Тарас Козак, который в этом году уже приобрёл информационный телеканал NewsOne. При этом, формально канал был зарегистрирован на гражданина Германии Эдуарда Катца, он же был представлен аудитории канала как новый владелец. Расследование журналистов «Схемы» показало, что Катц проживал в немецком Кюнцелле, где занимался перепродажей подержанных автомобилей. Покупка всех пяти телерадиокомпаний обошлась в 73 млн гривен. В июне 2019 года Козак объединил телеканалы 112 Украина, NewsOne и ZIK в медиахолдинг Новости.

## Программы телеканала
- Новости 112
- 112 минут
- Студия 112
- Пульс
- Голос народа
- Большое интервью
- Мага
- Чому так?
- Большое интервью с большим политиком
- Погляд на тиждень
- Очевидец 112
- Большие игры
- По сути с Денисом Жарких
- Руно LIVE
- ГОРДОН
- Завтра
- БАЦМАН
- Кеш тест
- В осаде
- ГОЗМАН
- Близкий Восток
- Как это понимать?
- Лига коррупции
- Виклик
- Кто кому Рабинович?
- Донбасс. Реалии
- Люди. Hard talk
- Военный дневник
- День
- Тиждень
- Народная прокуратура
- Чистая политика
- Hard talk. LIVE
- В центре внимания

## Ведущие
- Алексей Ананов
- Владимир Андриевский
- Элина Бекетова
- Юрий Бибик
- Юлия Боднар
- Наталья Влащенко
- Юлия Галушка
- Василий Голованов
- Татьяна Гончарова[укр.]
- Сергей Гулюк
- Вита Евтушина
- Екатерина Жукова
- Татьяна Иванская
- Вадим Карпьяк
- Светлана Катренко
- Инна Керча
- Виктория Киосе
- Виктор Коломиец
- Иван Костроба
- Павел Кужеев
- Виолетта Логунова (Трыкова)
- Пётр Мага
- Тигран Мартиросян
- Анастасия Марченко
- Анастасия Медведчук
- Тимур Мирошниченко
- Богдан Пиленко
- Владимир Полуев
- Вадим Рабинович
- Александр Ролдугин
- Екатерина Романюк
- Андрей Рудый
- Роксана Руно
- Надежда Сасс
- Валерия Сергеева
- Евгения Скорина
- Анна Степанец
- Николай Сырокваш
- Татьяна Хмельницкая
- Наталия Шулым
- Александр Шульга
- Алла Щелычева

## Оценки
Украинские медиа регуляторы подчеркнули три важных признака телеканалов «Newsone» , «112 Украина» и «ZIK», характеризующих их как паразитирующих акторов:
- каналы занимали неоднозначное положение в медиапространстве, одновременно вещая на украинскую аудиторию, но работая на геополитические интересы России
- разрушение своей среды обитания. Функционировавшие в украинском медиа пространстве каналы разрушали это медиа пространство: нарушали определённые журналистские нормы, такие, как ответственное освещение чувствительных тем, а также подрывали саму профессию журналистики, когда, например, выходили за рамки в вопросах суверенитета и территориально целостности Украины
- рефлексивный характер. Пророссийские каналы не соблюдали принципы свободы слова и плюрализма мнений, и вместе с тем ссылались на них, когда критиковали санкции против них. Каналы одновременно противопоставляли себя медиа системе Украины, и пытались казаться её «законной» частью. Попавшие под санкции критиковали прочие каналы, обвиняя их в зависимости от политически заинтересованных владельцев, и одновременно настаивали на том, что и они точно такие же самые. Пророссийские каналы не соблюдали и отвергали некоторые практики качественной журналистики (ответственное освещение чувствительных тем) как навязываемые по политическим причинам, а использовали рейтинги и появление политиков для указание на свою легитимность и доверие со стороны аудитории. Эти противоречия свидетельствуют о неоднозначности паразита, который только делает вид, что соответствует нормам медиасистемы[2].

### Обвинение в необъективной подаче информации во время событийЕвромайдана(2014)
Во время событий Евромайдана и вооружённого конфликта в Донецкой и Луганской областях канал обвиняли в необъективной подаче информации. Как следствие, ко второй половине июня «112» изменил свою информационную политику и перестал называть сторонников ДНР и ЛНР «ополченцами», начав именовать их «сепаратистами» и «террористами».

### Обвинение в публикации джинсовых материалов в пользу пророссийских политических сил (2018)
Телеканал обвиняли в публикации джинсовых материалов в пользу пророссийских политических сил.
Большинство медиаэкспертов и журналистов Украины отмечали что телеканалы «NewsOne» , «112 Украина» и «ZIK» продвигали пророссийские нарративы и приглашали в эфир псевдоэкспертов, занимаясь пиаром оппозиционной партии «Оппозиционная платформа – За жизнь».

### Трансляция шоу «Аншлаг и компания» (2019—2020)
В конце 2019 года телеканал впервые начал трансляцию сокращённой версии одного из выпусков юмористического шоу производства канала «Россия 1» «Аншлаг и компания» (эфир от 11.10.2019), оно транслировалась в вечернем многочасовом эфире под названием «Праздничный прайм». На Украине на всех телеканалах запрещена трансляция российской продукции (программы, концерты, фильмы и сериалы). 31 декабря того же года в новогодний вечер телеканал начал транслировать программу «Аншлаг», и трансляция уже тогда начала подвергаться критике в соцсетях.
9 марта 2020 года телеканал весь день начал транслировать программы производства «Россия 1», в том числе «Аншлаг». Шоу, посвящённое 8 марта, снова подверглось критике.
Журналист Матвей Ганапольский на своей странице в Facebook выразил возмущение по поводу трансляции «Аншлага»:
«На украинском новостном!!! На 112 канале идёт «Аншлаг» Регины Дубовицкой с полным набором российских комиков. Запись сделана в России. Колоссальный плевок в Зеленского!» — написал Ганапольский.
С 2020 по 2021 год телеканал несколько раз проходил проверку в Национальной раде Украины по телевидению и радиовещанию (Нацраде) за постоянную трансляцию юмористических программ «Аншлаг» и «Большой бенефис Елены Степаненко «Весёлая, красивая» и других «Честь имею пригласить» и «Я — украинец!» (трансляции с 7 по 21 марта), из-за этого он и лишился лицензии.

## Отношения с Национальным Советом Украины по вопросам телевидения и радиовещания
22 августа 2014 года Национальный совет по телевидению и радиовещанию Украины вынес предупреждение всем пяти телеканалам («Новий формат ТВ», «Партнёр ТВ», «Аріадна ТВ», «ТВ Вибір» и «Лідер ТВ»), входящим в состав телеканала «112» за не устранение ранее выявленных нарушений: отсутствие фильмов и обширного информационного вещания, не соответствующих заявленной в лицензии «112» программной сетке.
20 января 2015 года Нацсовет провёл мониторинг пяти компаний, по итогам которого ранее обнаруженные в августе нарушения так и не были исправлены: цифровые лицензии снова изменили формат вещания с развлекательно-информационного с кинопоказом на сугубо информационный.
Зимой 2015 года телеканал 112 Украина получил предупреждение за трансляцию ток-шоу «Шустер LIVE», на которой присутствовал российский журналист Максим Шевченко, высказывающий пророссийские заявления.
26 марта 2015 года Национальный Совет по вопросам телевидения и радиовещания вынес очередные 5 предупреждений за нарушение условий лицензии.
Национальный совет длительное время требовал открыть настоящих собственников телеканала, хотя Андрей Подщипков неоднократно заявлял о своём единоличном владении 112 Украина.
В сентябре 2015 года Нацсовет принял решение обратиться в суд с целью аннулирования региональных лицензий на цифровое эфирное телевидение дочерних компаний группы «112 Украина» — «Новый формат ТВ», «Ариадна ТВ», «Партнёр ТВ», «ТВ Выбор», «Лидер ТВ», а также принял решение обратиться в суд и взыскать штраф, который был наложенный на компании в качестве санкции. Причиной подачи иска стало неустранение каналами нарушений условий лицензии, неоднократно зарегистрированных регулятором. При этом регулятору не удалось уведомить вещателей о предыдущих санкциях, так как компании просто не принимают письма даже в курьерской доставке.
20 декабря 2018 года Независимая медийная рада приняла решение по поводу запроса Нацсовета об изучении 10 эпизодов из эфира телеканала на предмет нарушения законодательства Украины. На основании анализа нарушения закона (запрет на использование телерадиоорганизаций для разжигания национальной вражды и ненависти) были найдены в четырёх случаях
Ночью 13 июля 2019 года офис телеканала «112 Украина» был обстрелян из гранатомёта. В этот же день украинские националисты устроили у здания СБУ акцию протеста против показа на телеканале «112 Украина» фильма американского кинорежиссёра Оливера Стоуна «В борьбе за Украину». Изначально акция должна была состояться около здания телеканала «112 Украина», но организаторы перенесли её к СБУ из-за обстрела.
26 сентября 2019 года Национальный совет по телевидению и радиовещанию Украины лишил пять телекомпаний, входящих в холдинг «112 Украина», лицензий на эфирное вещание на всей территории страны. По данным Нацсовета, руководители канала в течение многих лет нарушали программную концепцию вещания канала и им неоднократно за это выносились предупреждения.
В июле 2020 года Нацсовет назначил внеплановую проверку телеканала из-за трансляций подводок цитат Виктора Медведчука с одобрением и поддержкой международных инициатив президента РФ Владимира Путина. 22 и 23 июня пять раз, а 24 — один раз телеканал транслировал комментарий Медведчука Российской газете о статье Путина в американском журнале National Interest, посвящённой Второй мировой войне.